# Cape Lovitt
Cape Lovitt ist ein Kap auf Auckland Island, einer der Inseln der Offshore Islands von Neuseeland.

## Geographie
Cape Lovitt befindet sich an der Westküste der Hauptinsel der Auckland Islands. Das Kap stellt den westlichsten Punkt von Auckland Island und der gesamten Inselgruppe dar. Gleichzeitig bildet das Kap inklusive der vorgelagerten 12-Seemeilen-Zone, die westlichste territoriale Grenze Neuseelands.
Die Klippen des Kaps sind extrem steil und erheben sich bis auf rund 160 m Höhe. Landeinwärts steigen die Berge zunächst mit dem Finger Rocks auf 411 m an und etwas weiter östlich mit dem Fleming Plateau auf 552 m.